# Bir Haddada
Bir Haddada (în arabă بئر حدادة) este o comună din provincia Sétif, Algeria.
Populația comunei este de 20.860 de locuitori (2008).